# Alfredo Roque Gameiro
Pour les articles homonymes, voir Gameiro.
Alfredo Roque Gameiro, né le 4 avril 1864 à Minde (Portugal) et mort le 15 août 1935 à Lisbonne (Portugal), est un artiste peintre, dessinateur et lithographe portugais spécialisé dans l'aquarelle.

## Biographie

Quelques œuvres de Gameiro
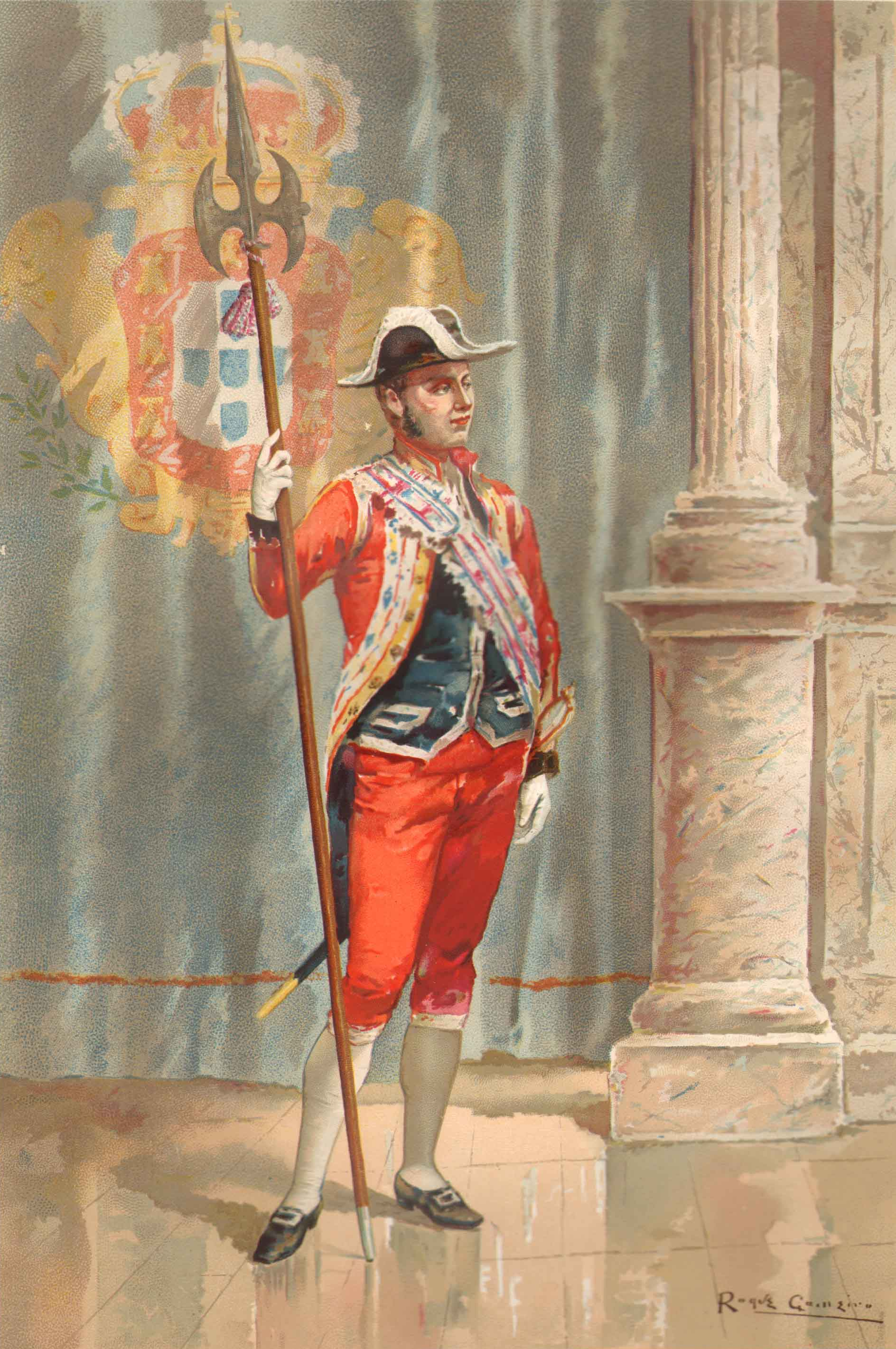
Archeiro, aquarelle dans lÁlbum de Costumes Portugueses (1888).
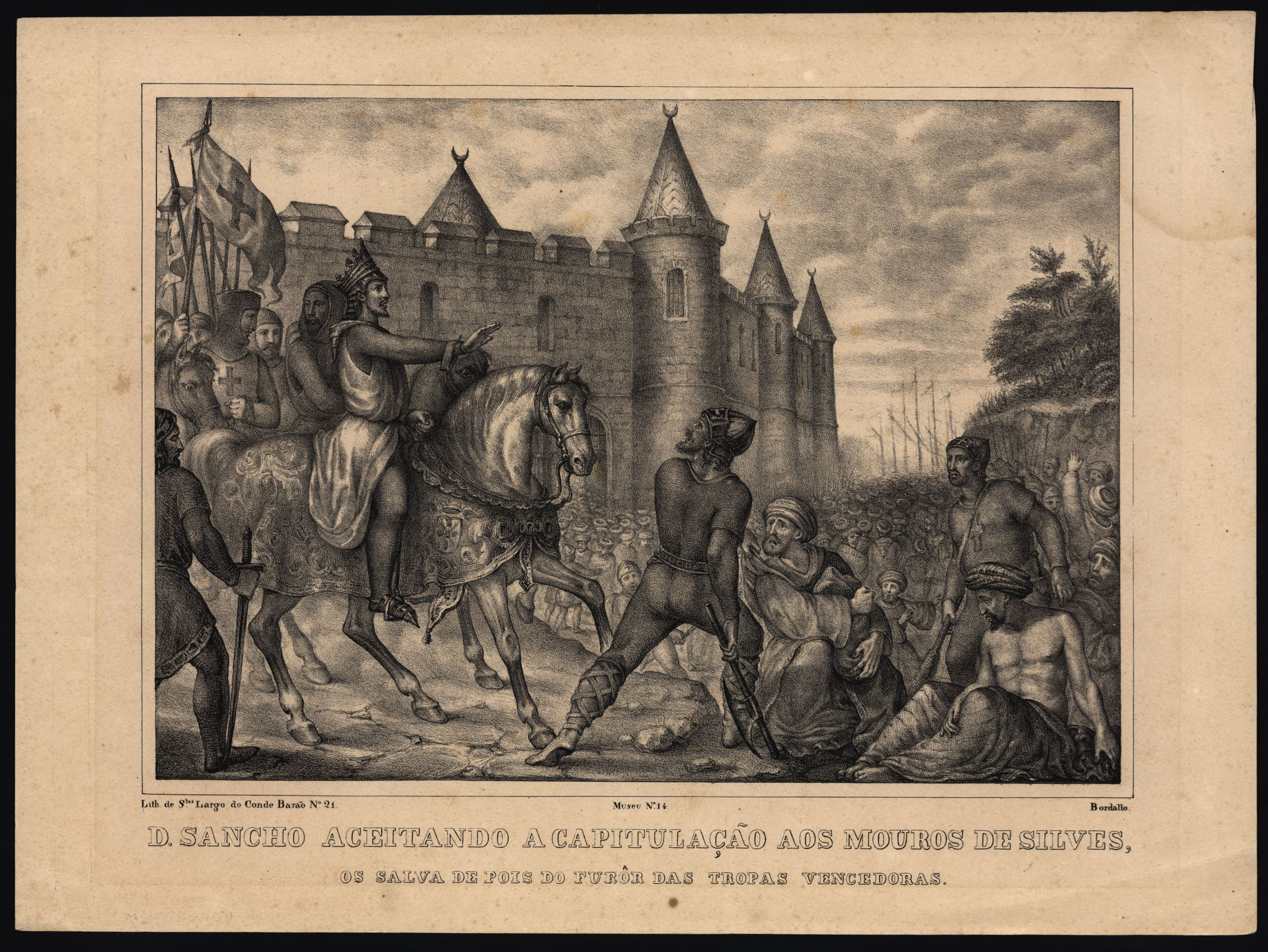
D. Sancho aceitando a capitulação aos mouros de Silves, os salva depois do furôr das tropas vencedoras, lithographie (vers 1840, bibliothèque nationale du Portugal).
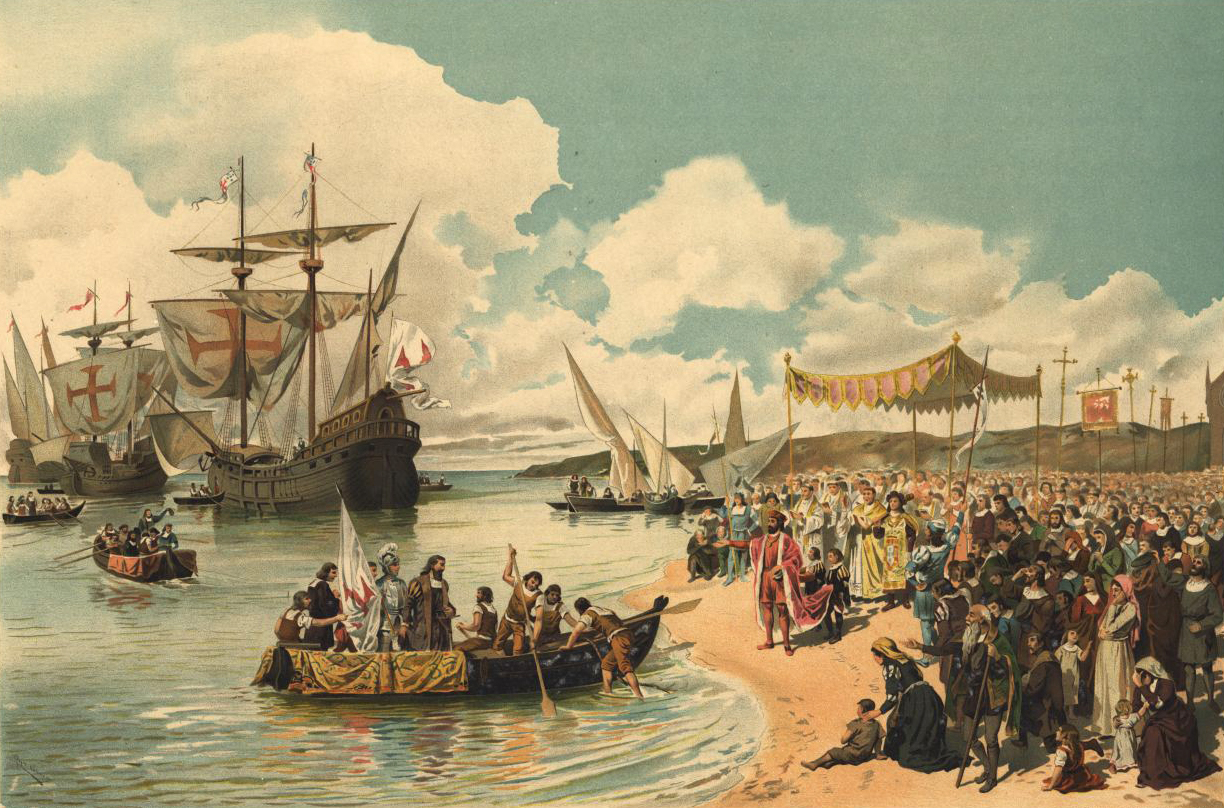
A partida de Vasco da Gama para a Índia em 1497, lithographie (vers 1900, bibliothèque nationale du Portugal).
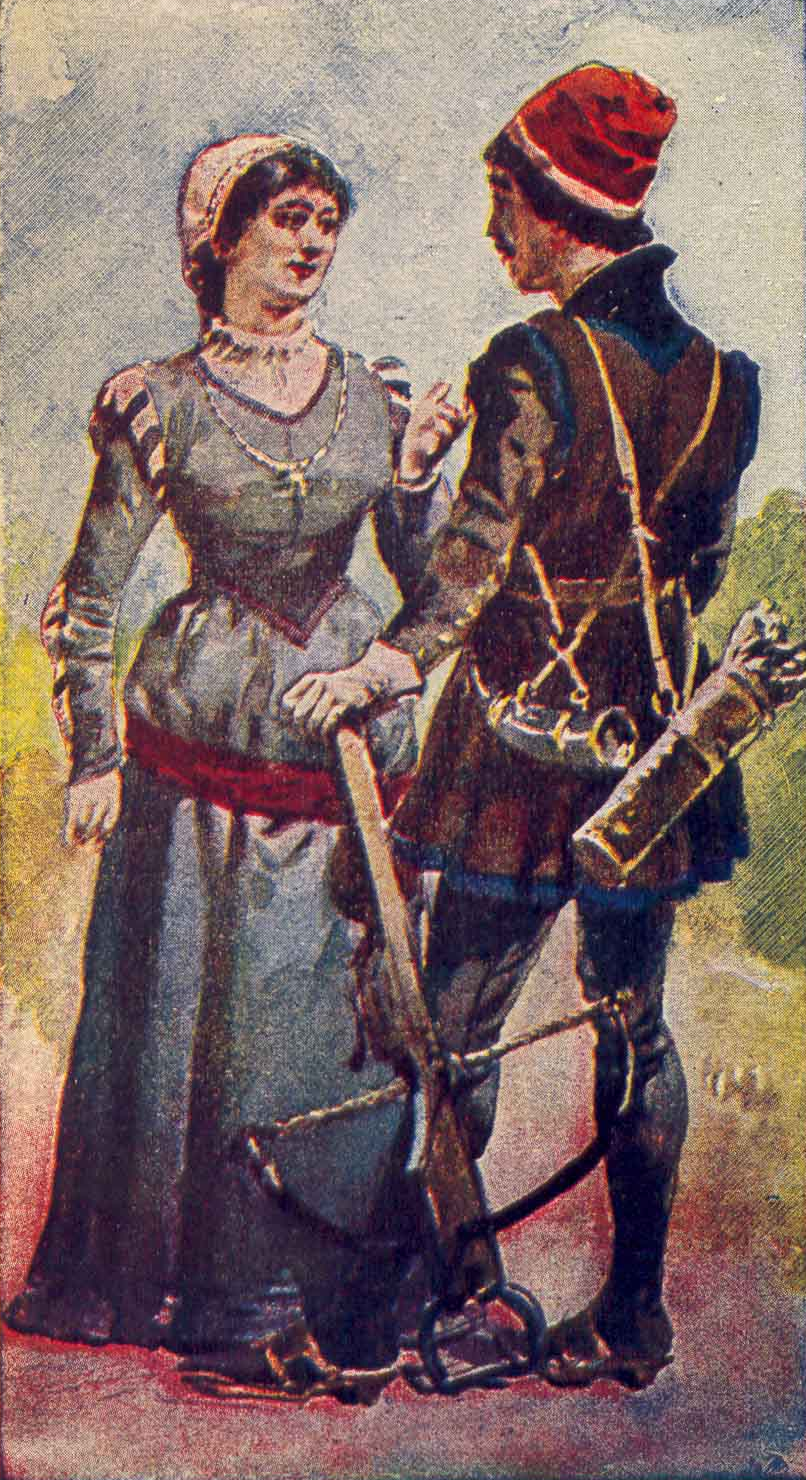
Trajos do Século XV, aquarelle dans Quadros da História de Portugal (1917).